# Dukes of Dixieland
Dukes of Dixieland — американский ансамбль из Нового Орлеана итальянского происхождения, исполняющий музыку в стиле диксиленд, сформированный в 1948 году братьями Фрэнком Ассунто (1932—1974) (труба), Фредом Ассунто (1929—1966) (тромбон), а также их отцом Папой Джаком Ассунто (тромбон и банджо).

## История
В первых записях принимали участие: Жак Махо (кларнет), Стэнли Мендельсон (клавишные), Томми Рандел (ударные) и Барни Маллон (туба и контрабас). В разное время в ансамбле появлялись такие знаменитые музыканты, как Пит Фонтейн, Джерри Фуллер, Джим Холл, Херб Эллис и Боб «Duke» Ассунто (сын).
Фред и Фрэнк Ассунто умерли в молодом возрасте, а сам ансамбль Dukes of Dixieland распался в начале 1970-х. В апреле 1974, продюсер/управляющий Джон Шоуп воссоздал группу вместе с Конни Джонсом в качестве лидера. Шоуп арендовал ночной клуб Луи Примы на верхнем ярусе отеля Monteleone во французском квартале и переименовал его в Duke’s Place (буквально «местечко герцогов»). Интересно, что Dukes of Dixieland больше никак не были связаны с семьёй Ассунто с 1974 года.
Впервые Dukes of Dixieland сделали свою первую запись в стерео, выпущенную в 1957 году студией Audio Fidelity. В 1978 ансамбль записывает свой первый альбом на виниле, а после, в 1984 году они становятся первым джазовым ансамблем, выпущенным на компакт-диске. В 1980 они записываются на телевидении в театре Civic, в Новом Орлеане вместе с оркестром поп-музыки из Нового Орлеана и появляются в специальном телевыпуске с Вуди Германом. В 1986 ансамбль был приглашён джазменом Дэнни Баркером для совместного исполнения и записи телевизионной передачи «Salute to Jelly Roll Morton». В 2001 их компакт-диск в стиле госпел «Gloryland» номинирован на Грэмми. В 2011 они записывают вместе с группой The Oak Ridge Boys из Нэшвилла компакт диск, получивший название «Country Meets Dixie» (буквально «кантри встречает диксиленд»).

## Дискография
- 1961: The Best Of The Dukes Of Dixieland
- 1962: More Best Of The Phenomenal Dukes Of Dixieland, Volume 2
- 1992: Salute To Jelly Roll Morton (with Danny Barker)
- 1996: Sound Of Bix — A Salute To Bix Beiderbecke (with Connie Jones)
- 1999: Gloryland (with Moses Hogan’s New Orleans Gospel Choir)
- 2002: Barnburners
- 2006: New Orleans Mardi Gras
- 2006: Riverboat Dixieland (2 CDs)
- 2008: Deep South Blues (2 CDs)